# Девіц (Ліндеталь)
Девіц (нім. Dewitz) — район муніципалітету Ліндеталь у районі Старгардерських земель у Мекленбурзькому поозер'ї в федеральній землі Мекленбург-Передня Померанія.

## Географія
Село лежить за одинадцять кілометрів на південний схід від Нойбранденбурга. Девіц займає площу близько 1016 гектарів. Біля нього є такі міста: Спонгольц на півночі, Прагсдорф, Марієнгоф, Кельпін і Ной Кебліх у напрямку північного сходу, Альт Кебліх на сході, Леппін і Розенхаген на південному сході, Тешендорф на півдні, Сабель на південному заході, поселення Квастенбергер на заході та Kreuzbruchhof на північному заході.

## Історія
Девіц — це село типу ангердорф, де раніше був лицарський табір. У джерелах 1304 року Девіцу згадується лицар Ансельм Єнцкове. У селі є маєток, яким до 1822 року з невеликими перервами володіла Родина фон Генцків, після цього він перейшов у державну власність. Також у селі є дві круглі вежі, які збереглися ще з давніх часів. У селі також збереглася і стара церква, збудована близько 1290 року.

## Екскурсійні особливості
- Сільська церква, побудована у 13-му сторіччі

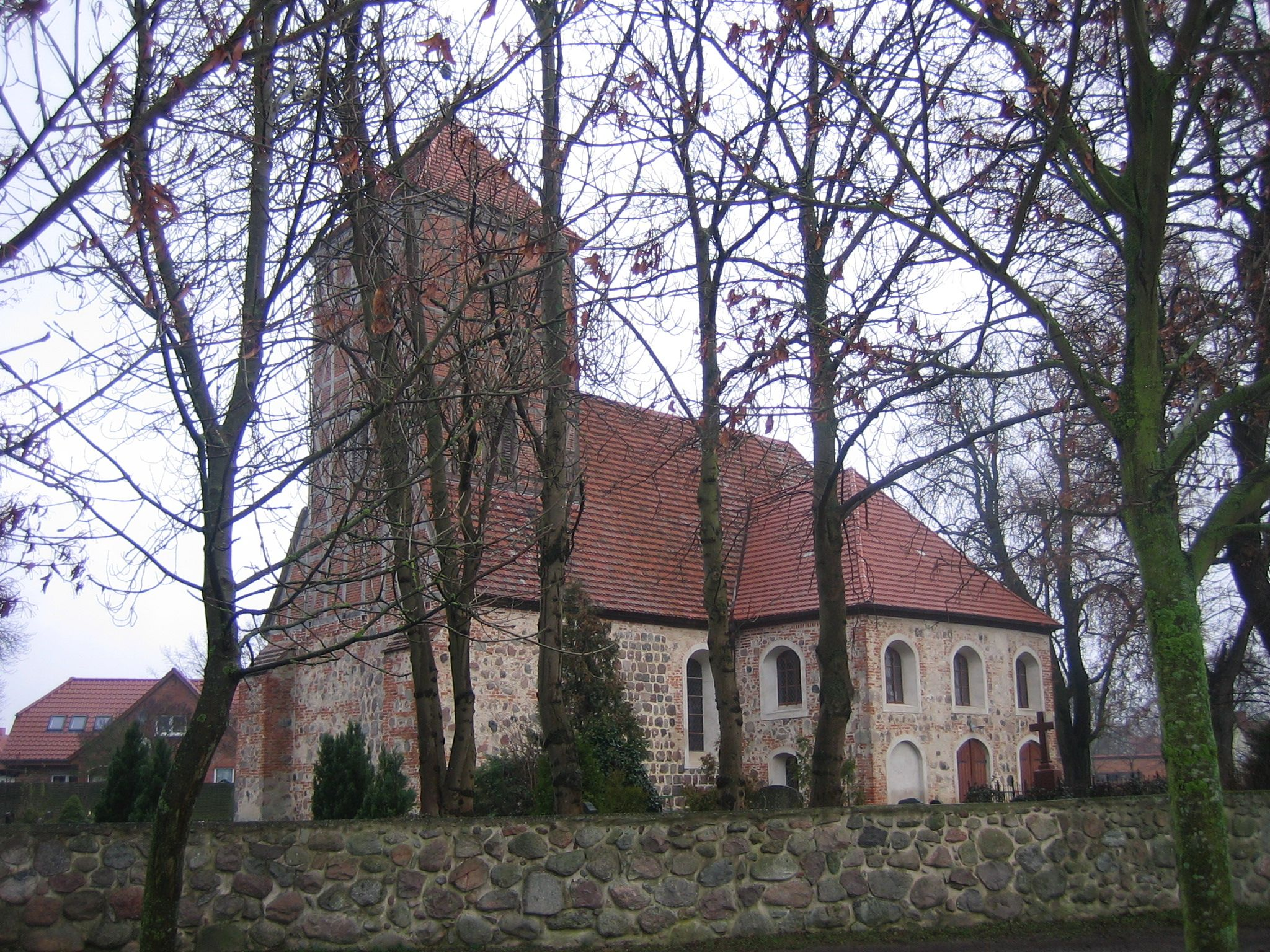
Девіцька сільська церква

## Відомі персоналії
- Йоганна фон Бюльцінгсловен (1770 — пізніше 1823) — німецька письменниця, народилася в Девіці
- Йоганн Адольф Фрідріх фон Генцков (1731—1782) — німецький письменник, помер у Девіці.